# Torii Kiyonobu I.

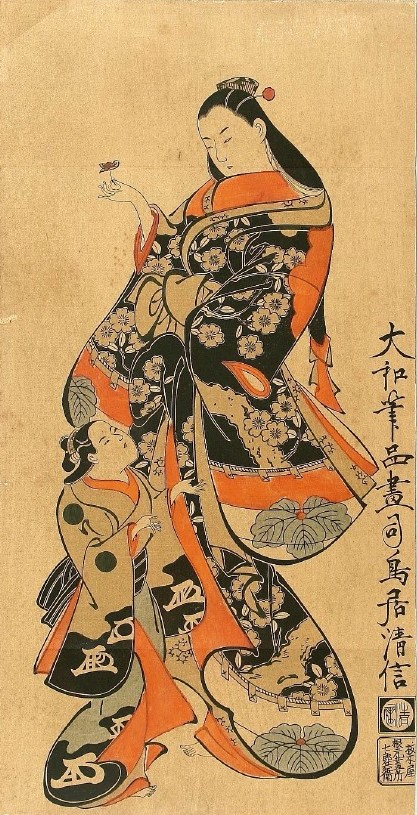
Schauspieler

Torii Kiyonobu  (japanisch 鳥居 清信, Rufname Shōbē (庄兵衛); geb. 1664 in Ōsaka; gest. 1729) war ein japanischer Maler im Ukiyoe-Stil während der mittleren Edo-Zeit. Er begründete die Torii-Schule des Ukiyo-e.

## Leben und Werk
Kiyonobu wurde als Sohn des Kabuki-Schauspielers Torii Kiyomoto in Ōsaka geboren, die Familie zog dann aber nach Edo, dem heutigen Tōkyō, um. Sein Vater war nicht nur Schauspieler, sondern er malte auch Theater-Poster und Anderes mit Bezug zum Theater. Kiyonobu, der der Spur des Hishikawa Moronobu folgte, wurde ein professioneller Ukiyoe-Künstler, wobei er sich, wie sein Vater, auf Arbeiten mit dem Theater spezialisierte. Sein Stil gibt sehr lebendig die Theater-Aufführungen der Genroku-Zeit (1688–1704) wieder. Auf Grund seiner Besonderheiten seiner Darstellungen sagte man, seine Hände und Füße ähnelten Flaschenkürbissen, und die Linienführung Erdwürmern. Dieser besondere Stil, der die formale Eleganz des Kabuki betonte, wurde auch von den späteren Mitgliedern der Torii-Künstlerfamilie übernommen, die die nächsten 70 Jahre auf diesem Gebiet führend blieben. Im Jahr 1700 publizierte Kiyonobu zwei umfangreiche Bücher mit Drucken: 風流よもの屏風 Fūryū yomo no byōbu und 形成絵本 Keisei ehon.
Kiyonobu benutzte eine elegante Linienführung auch bei seinen gemalten Bildern, die u. a. erotische Darstellungen einschlossen. Zu seinen bekanntesten Bildern gehören das Gemälde des Kabuki-Schauspielers Tsutui Kichijūrō mit dessen Aufführung eines Speer-Tanzes (筒井吉十郎の槍踊り Tsutsui Kichijūrō no yari-odori) in der Nikaidō Ukiyoe-Sammlung (二階堂浮世絵文庫) und eine stehende Schönheit (立美人 Tachi bijin) im Nationalmuseum Tokio.

## Bilder

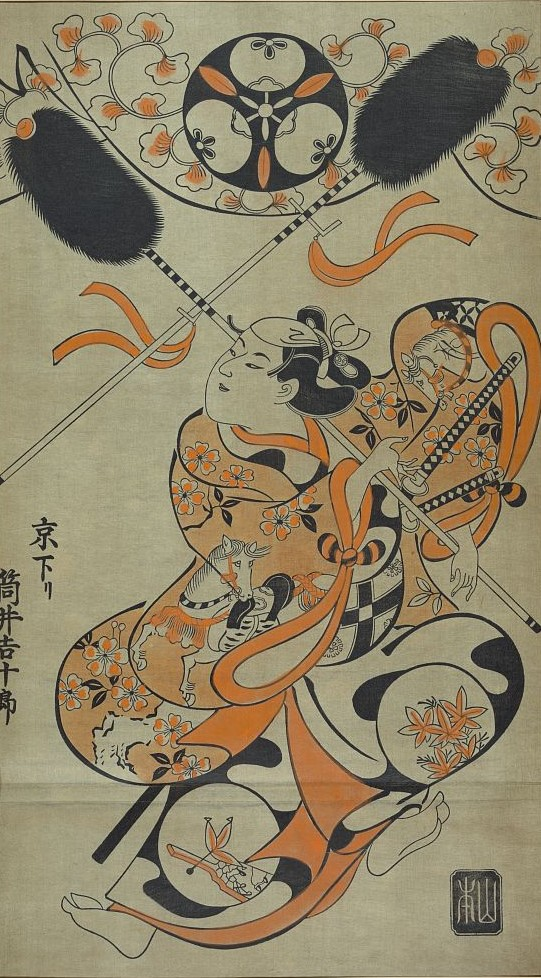
Schauspieler
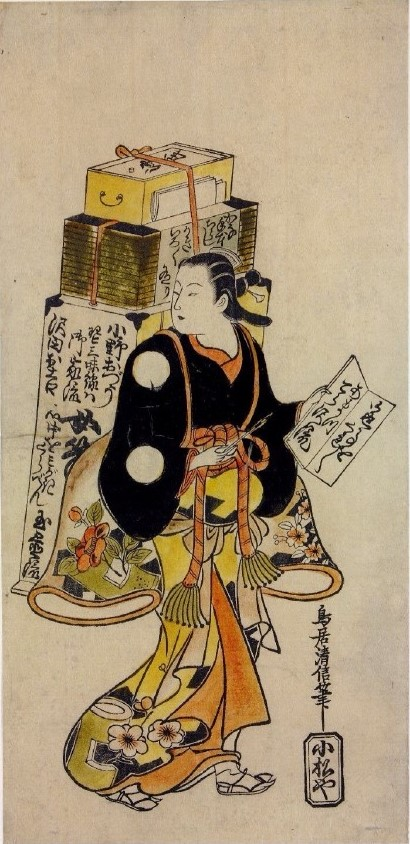
Buch-Verkäuferin
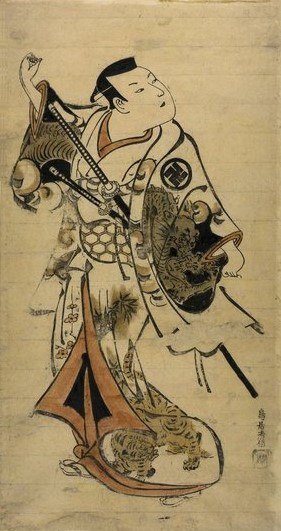
Schauspieler
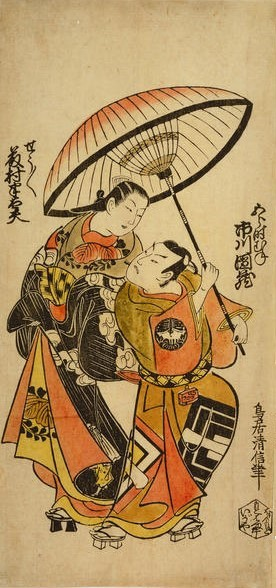
Schauspieler
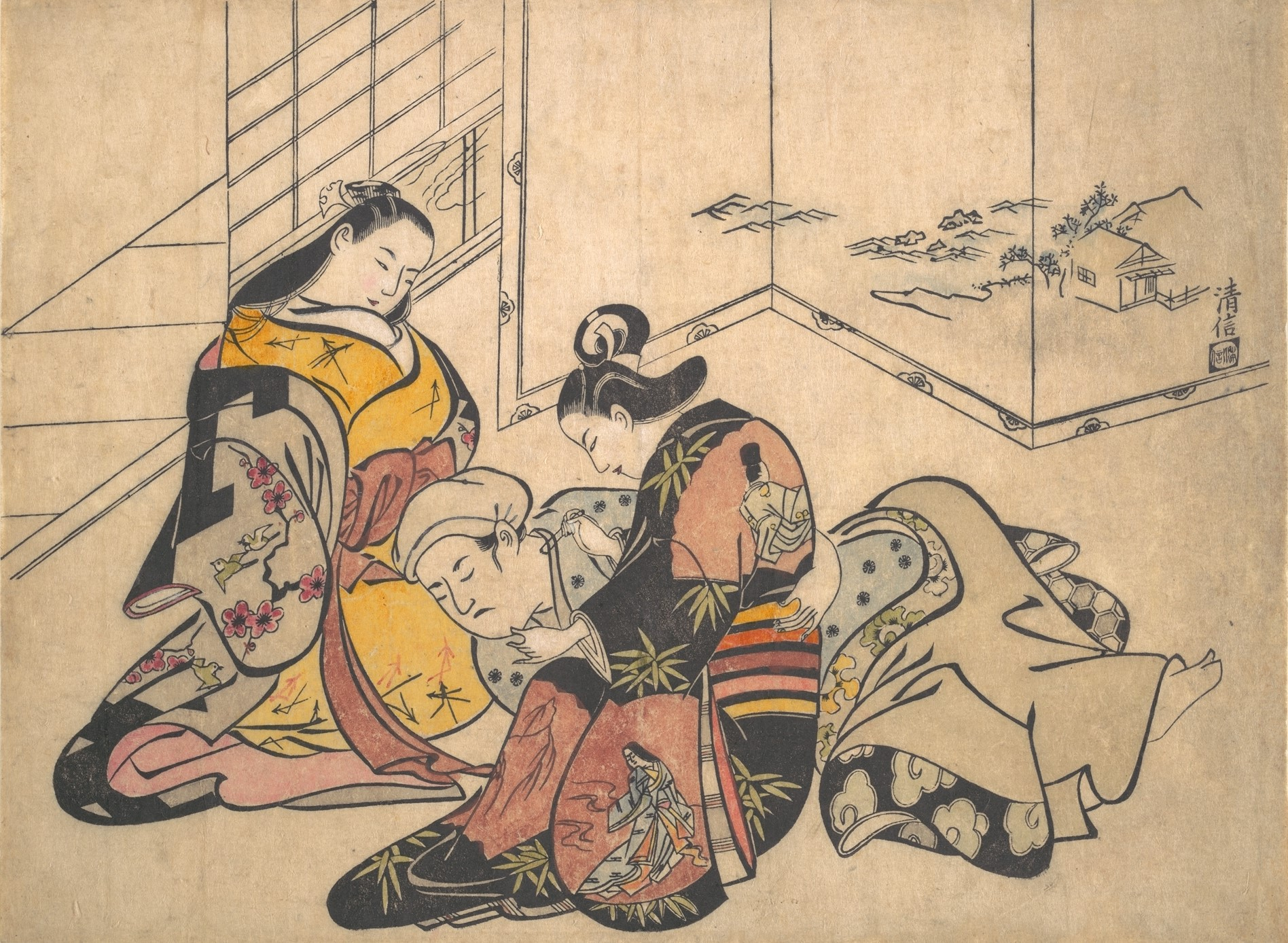
Häusliche Szene
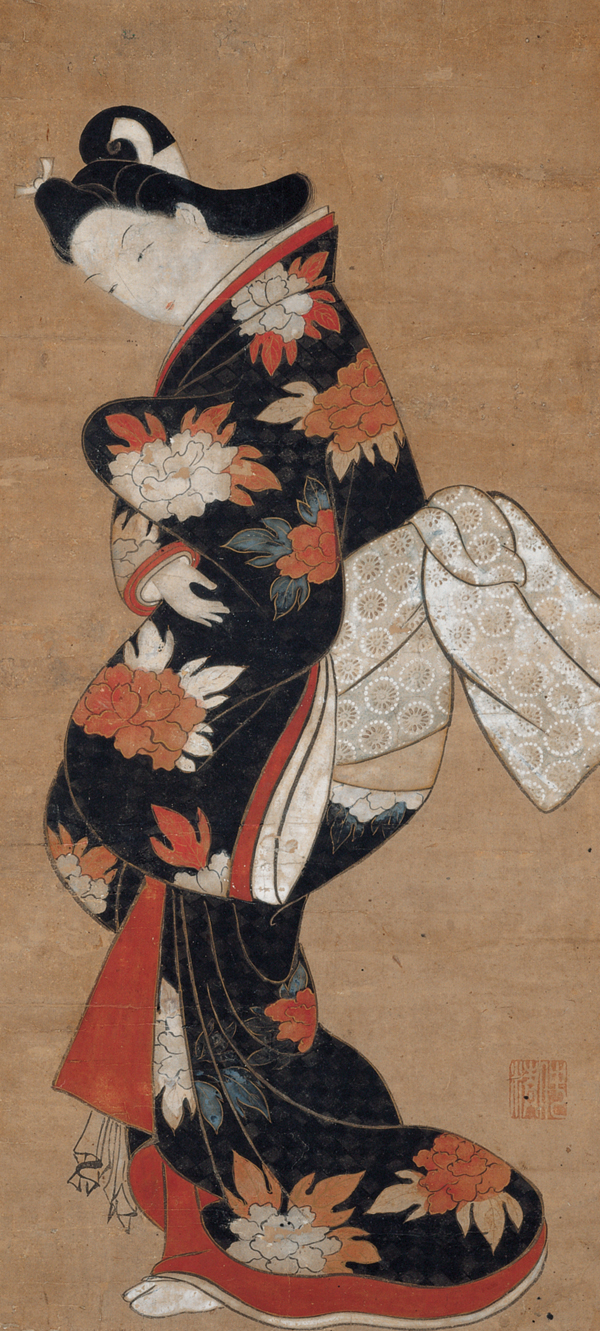
Dame, Gemälde